# Vavoom
Vavoom – europejski kanał telewizyjny adresowany do młodzieży. Należy do nadawcy United Media. Został uruchomiony w 2018 roku.
Ramówka kanału składa się z seriali telewizyjnych, kreskówek i programów rozrywkowych. Treści nadaje w pięciu językach: serbskim, chorwackim, słoweńskim, macedońskim i albańskim. 
Stacja jest dostępna w Serbii, Macedonii Północnej oraz w Bośni i Hercegowinie. 